# Петровско-Заводский уезд
Петровско-Заводский уезд — административно-территориальная единица РСФСР, существовавшая в 1923—1926 годах.
Петровско-Заводский уезд с центром в городе Петровский Завод был образован 12 декабря 1923 года в составе Забайкальской губернии на части территории упразднённых Верхнеудинского и Троицкосавского уездов, переданных в Забайкальскую губернию из ликвидированной Прибайкальской губернии.
К началу 1926 года уезд включал город Петровский Завод, 8 волостей (Бичурская, Коротковская, Красноярская, Малетинская, Мензинская, Ново-Тарбагатайская, Урлукская, Хилокская), 80 сельсоветов и 99 селений.
4 января 1926 года при ликвидации Забайкальской губернии Петровско-Заводский уезд был упразднён, а его территория вошла в Читинский округ Дальневосточного края.